# Scenopinus cristafrons
Scenopinus cristafrons är en tvåvingeart som beskrevs av Kelsey 1971. Scenopinus cristafrons ingår i släktet Scenopinus och familjen fönsterflugor. Inga underarter finns listade i Catalogue of Life.